# 死者之书

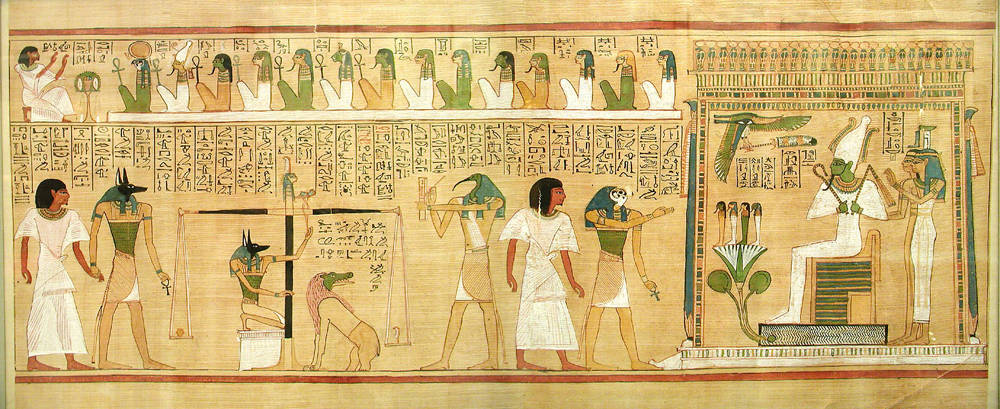
死者之书

《死者之书》(Book of the Dead; كتاب الموتى)（或譯為亡灵书、死亡之书）埃及人稱: Coming Forth(from death)by Day (كتاب المجيء الرابع باليوم)，指的是一種古埃及墓葬文書，此種文書通常寫在莎草紙上，使用時期從新王國時期開始（約前1550年）至約前50年。《死者之書》原始的埃及語名字直接拉丁撰寫是“rw nw prt m hrw”，意思“來日之書”，或者是“通往光明之書”。這段文字含有可以協助死者通過死亡之地杜亞特前往來世的咒語。古埃及人的死者之书几乎都是独一无二的，因为死者之书中所阐述的内容因人而异，并且有段落是依照生平而撰写的。古埃及人认为，如果自己“无罪”，那么便可以在死后往生至奥西里斯的冥界乐园感受快乐。而死者之书中有段落就是为了证明自己无罪。判断死者有无罪孽的方式为用玛特（Ma'at）的羽毛和死者的心脏称量，如果心脏比羽毛轻即为无罪。                                                                                                                                 
《死者之書》是為了教導死者在前往陰間途中，如何保護自己，避免路上妖魔的危害；以及審判時如何應答42位神明的問題，甚至愚弄神明，而產生的咒文、或可誦的文章。舊王國時代，是寫在墓室的牆壁上，和圖畫在一起。到了中王國時代則寫在棺內，因此又稱「棺槨文」。最後在新王國時期，則演變為卷軸式，寫在莎紙上，放入形棺內。并且最初《死者之书》是专供法老使用的，后来逐渐衍生至其他官员，直到最后传播到民间。
古埃及墓葬文書中，更早的金字塔文和棺材文是寫在物體上，而不是莎草紙上；而《死者之書》則寫在莎草紙上，放在棺材或墓室裡。《死者之書》中的部分文字可以在這些更早的文書中發現，因此歷史可以追溯到公元前三千年前。《死者之书》源自可追溯至埃及古老王国的丧葬手稿传统。第一个陪葬的文本是在金字塔铭文，在国王的金字塔首次使用乌纳斯的的第五王朝，（前25至24世紀）。此外其餘文字出現在第三中間期（前11至7世紀）。這些文字構成的《死者之書》被刻在死者的棺槨和墓壁上。
並不存在權威的《死者之書》，現存的莎草紙本《死者之書》也有許多版本。一些墓主甚至會自己選取文字創造《死者之書》。一般來說它們是以聖書體或僧侶體來寫著在紙莎草紙上的，並附有描繪死者和其前往來世旅程的插圖。

## 外部連結
- The Mummy Chamber Brooklyn Museum Exhibit
- Das altägyptische Totenbuch - ein digitales Textzeugenarchiv （页面存档备份，存于） Complete digital archive of all witnesses for the Book of the Dead (with descriptions of the (c. 3000) objects and (c. 20.000) images)
- Online Readable Text （页面存档备份，存于）, with several images and reproductions of Egyptian papyri
- Papyrus of Hunefer （页面存档备份，存于）, with many scenes and their formula English translations, from the copy now in the British Museum
- Video: British Museum curator introduces the Book of the Dead （页面存档备份，存于）